# Plinia involucrata
Plinia involucrata är en myrtenväxtart som först beskrevs av Otto Karl Berg, och fick sitt nu gällande namn av Mcvaugh. Plinia involucrata ingår i släktet Plinia och familjen myrtenväxter. Inga underarter finns listade i Catalogue of Life.